# Andrea Ranzi

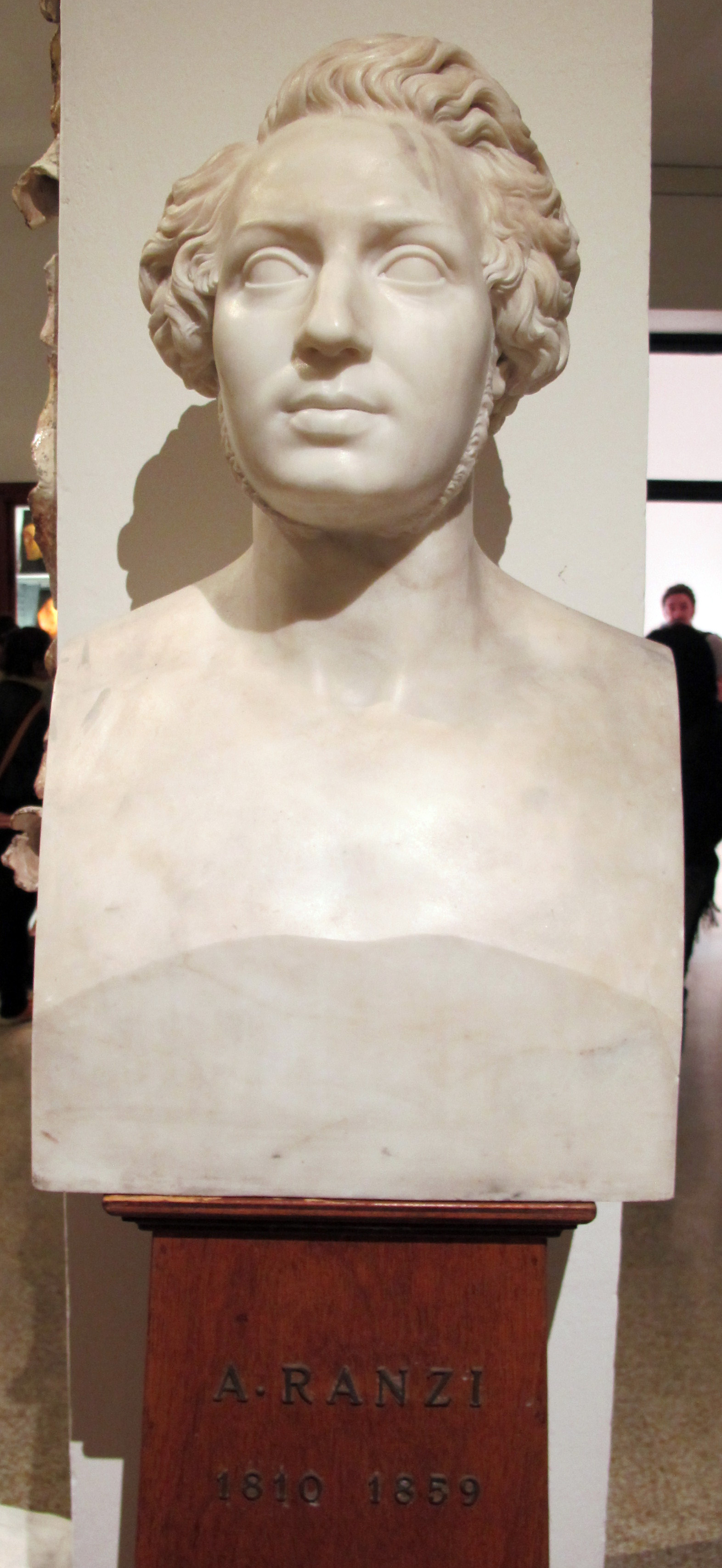
Busto

Andrea Ranzi (Pesaro, 15 settembre 1810 – Firenze, 4 gennaio 1859) è stato un chirurgo italiano.

## Biografia
Nacque da una relazione del conte Giulio Perticari della Petrella con la popolana Teresa Ranzi.
Dal 1824 al 1830 studiò nel seminario di Tolentino sotto la guida dell'abate Catarro Serrani.
Nel 1831 si iscrisse all'Università di Pisa e il 4 giugno 1835 si laureò in medicina e chirurgia con Ranieri Gerbi.
Nel 1832 gli nacque il figlio naturale Giulio, che riconobbe.
Nel 1836, su consiglio del professor Giorgio Regnoli, si trasferì a Parigi e qui rimase per circa due anni per perfezionarsi con i chirurghi Roux, Lisfranc, Volpeau, Andral e con Broussais, Civiale, Magendie; in seguito raggiunse Regnoli a Vienna e frequentò corsi di oftalmologia; quindi rientrò in Toscana. Nel 1840 fu nominato Aiuto alla cattedra di Clinica chirurgica dell'Università di Pisa.
Nell'ottobre 1839 partecipò alla Prima riunione degli scienziati italiani a Pisa, nel settembre del 1841 alla Terza riunione, che si tenne a Firenze e nel settembre del 1843 alla Quinta riunione, svoltasi a Lucca.
A partire dal 1844 tenne la cattedra di Patologia chirurgica dell'Università di Pisa e quella di Medicina operatoria e clinica chirurgica presso l'Arcispedale di Santa Maria Nuova a Firenze.
Il 29 maggio 1848 partecipò con il grado di capitano del Battaglione universitario pisano alla battaglia di Curtatone e Montanara.
Tra il 1853 e il 1855 soggiornò a lungo in Egitto dapprima per curare il viceré Abbas-Pascià, e poi per organizzare un sistema di istruzione medico-chirurgica sul modello di quello toscano. La figlia Teresa, nata nel 1842 lo accompagnò nel corso del 1854. Il diario di viaggio di Teresa fu pubblicato nel 1859 dalla Tipografia Galileiana di Firenze.
Nel 1855, alla morte improvvisa di Abbas-Pascià, partì dall'Egitto (8 aprile) e, dopo un viaggio a Parigi e Londra, rientrò in Italia, riprendendo le lezioni di Clinica chirurgica e medicina operatoria all'Arcispedale di Santa Maria Nuova in Firenze.
Nel 1856 la sua salute cominciò a peggiorare, soffrendo di gravi disturbi circolatori. La sera del 4 gennaio 1859 morì a Firenze e fu sepolto nella chiesa di San Miniato al Monte.

## L'Archivio Ranzi
L'archivio di Andrea Ranzi, notificato dalla Soprintendenza archivistica della Regione Toscana per l'interesse storico, è stato custodito fino al 2005 nella Biblioteca dei suoi eredi Dosi Delfini a  Pontremoli. Al 2003 risale la decisione di donarlo all'Università di Pisa, la donazione è stata perfezionata nel 2005. L'inventario dell'archivio è stato pubblicato nel 2008.
È in corso il trasferimento del Fondo alla custodia della Biblioteca Universitaria di Pisa, per permetterne una migliore consultabilità.

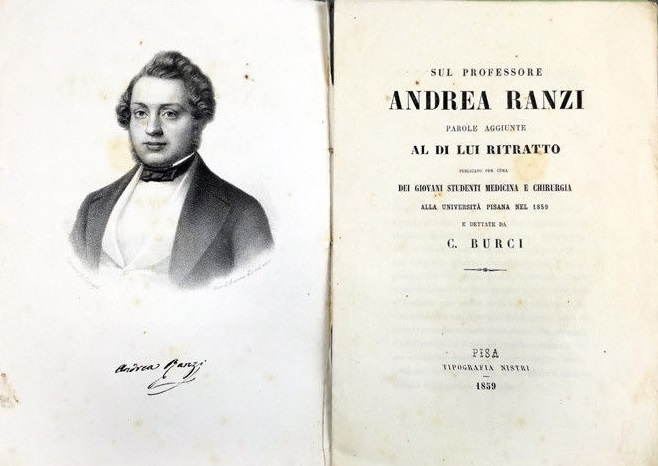
Ritratto ed elogio di Carlo Burci

## Opere maggiori
- Riflessi del dott. Lorenzo Scalvanti sul nuovo metodo per l'estirpazione della lingua immaginata ed eseguita dal prof. G. Regnoli. Pisa, Prosperi, 1828
- G. Regnoli, Osservazioni chirurgiche raccolte da Andrea Ranzi, Pisa, 1835-36. In: "Nuovo giornale de' letterati" t. 31, 32, 33
- Osservazioni chirurgiche raccolte nella clinica e pratica del dottore Giorgio Regnoli dai dottori Andrea Ranzi e Girolamo Regnoli. Pisa, Tip. Nistri, 1836, 94 p.
- Nuovo metodo per l'estirpazione della lingua immaginato ed eseguito dal professor Giorgio Regnoli ed esposto dal dottor Andrea Ranzi. Pisa, Pieraccini, 1838.
- Lettera del Dottore Mirault … intorno alla legatura della lingua scritta al Dottore Andrea Ranzi. Pisa, Tip. Capurro, 1839, 116 p.
- Estirpazione di quasi tutta la clavicola, praticata dal chiar. prof. Regnoli Annali universali di medicina (1839 ott, Serie 1, Volume 92, Fascicolo 274), su emeroteca.braidense.it.
- Del rinnovamento dell'antica maniera di considerare le malattie dette veneree: libri due del Dottore Andrea Ranzi. Pisa, Nistri, 1840, 215 p.
- Della degenerazione cancerosa e della completa estirpazione delle tonsille praticata dal cav. prof. Giorgio Regnoli. Nota. In: “Giornale toscano di scienze mediche, fisiche e naturali”, t. 1 (1840), pp. 288–291
- Ulteriori argomenti intorno alla terapeutica dei morbi detti venerei. Lettera … al prof. Telemaco Metaxà. Pisa, Nistri, 1842, 16 p. (estr. da: “Annali medico-chirurgici”, a. 3, vol. 6, n. 5)
- Intorno ad un'ipertrofia del labbro posteriore dell'utero recisa dal prof. G. Regnoli Annali universali di medicina (1843 dic, Serie 3, Volume 12, Fascicolo 324), su emeroteca.braidense.it.
- Dello esperimento d'inoculazione del pus venereo istituito ne' tempi odierni come valido sostegno del virus e come infallibile criterio diagnostico de' morbi sifilitici. Nota con un saggio di pratiche osservazioni del medesimo. Pisa, 1844, 39 p.
- Nota sopra alcune disformazioni delle ossa del cranio e della faccia dei rachitici e considerazioni sulla condizione morbosa delle ossa dei medesimi del dottore Andrea Ranzi professore di patologia chirurgica dell'I. e R. Università di Pisa. Firenze, Società tipografica, 1845, 35 p. (Sul front.: Articolo estratto dalla “Gazzetta (toscana?) delle scienze medico-fisiche”, a. 3, 15 luglio e 1. agosto 1845)
- Lezioni di medicina operatoria date in Firenze nella Scuola medico-chirurgica di complemento e perfezionamento dal cavaliere professore Giorgio Regnoli e Lezioni di patologia chirurgica date nell'I. e R. Università di Pisa dal professore Andrea Ranzi. Firenze, V. Batelli, 1846-1850, 4 voll. + 1 vol. Atlante
- Prolusioni lette il dì 7 novembre 1847 nell'I. R. Università di Pisa. Pisa, Prosperi, 1847, 48 p.
- Discorso pronunziato dal professore Andrea Ranzi il dì 7 gennaio 1850 assumendo l'insegnamento di clinica chirurgica e di medicina operatoria nella scuola di perfezionamento e complemento in Firenze. Firenze, Tip. Cecchi, 1850, 12 p. (estr. da: “Il progresso”, a. 2, n. 4, 5)
- Delle principali cagioni che portarono la decadenza della professione del medico: discorso del professore Andrea Ranzi. Firenze, Tip. Mariano Cecchi, 1851, 54 p. (estr. da: “Gazzetta medica italiana federativa toscana”, t. 1, ser. 2)
- Sul cancro: discorso clinico del professore cav. Andrea Ranzi tenuto coi suoi discepoli nell'anno accademico 1852-53. Firenze, Tip. F. Bencini, 1855, 52 p.
- Del vitalismo della scuola organica-sperimentale ossia Dell'intelletto che si avvolge nelle potenze immaginate e di quello che studia nelle cose: discorso del prof. cav. Andrea Ranzi pronunziato il 3 novembre 1855 nella solenne apertura della Scuola medico-chirurgica di complemento e perfezionamento nel R. Arcispedale di S. Maria Nuova in Firenze. Firenze, Tip. F. Bencini, 1855, 34 p. (estr. da: “Gazzetta medica italiana-toscana”, a. 7, ser. 3, t. 1, n. 46).
- Lezioni di medicina operatoria del prof. Giorgio Regnoli esposte dal dott. Cosimo Palamidessi e di patologia chirurgica del prof. Andrea Ranzi esposte dal dott. Antonio Marcacci. Firenze, Grazzini, Giannini e C., 1856, 45 p., tav.
- Sui fenomeni iniziali della flussione sanguigna specialmente secondo i risultati delle osservazioni ed esperienze microscopiche: nuovi studii sperimentali e considerazioni intorno all'essenza della flogosi del prof. cav. Andrea Ranzi. Prato, F.lli Giachetti, 1857, 82 p.
- Osservazioni di aneurisma traumatico dell'arteria omerale guarito con la compressione manuale, e considerazioni su questo processo e sul metodo della compressione. Firenze, Tip. F. Bencini, 1858, 1 opusc. (estr. da: “Lo sperimentale”, a. 10, ser. 4., t. 2, fasc. 8)
- Osservazioni microscopiche sulla flogosi: del prof. Ranzi Annali di chimica applicata alla medicina cioè alla farmacia, alla tossicologia, all'igiene, alla fisiologia, alla patologia e alla terapeutica (1858 feb, Serie 3, Volume 26, Fascicolo 2), su emeroteca.braidense.it.
- Lezioni di patologia chirurgica date nella R. Università di Pisa dal prof. Andrea Ranzi; edizione diretta e continuata dal prof. Antonio Marcacci. Firenze, Grazzini, Giannini e C., 1860-1863: 3 voll.